# Karl Allgöwer
Karl Allgöwer (5 de enero de 1957) es un exfutbolista alemán, se desempeñaba como centrocampista y jugó casi toda su carrera deportiva en el VfB Stuttgart.

## Clubes
| Club                | País     | Año       |
| ------------------- | -------- | --------- |
| Stuttgarter Kickers | Alemania | 1977-1980 |
| VfB Stuttgart       | Alemania | 1980-1991 |

## Palmarés
VfB Stuttgart
- Bundesliga: 1983-84

- Datos: Q68759